# 安妮塔·哈根
安妮塔·哈根（Anita Hagen；1931年5月6日—2015年6月5日），加拿大政治人物，1986年-96年間以卑詩新民主黨黨員身份擔任卑詩省議會新西敏選區議員，期間於1991年-93年任卑詩省副省長、教育廳長、和專責多元文化及人權事務廳長。

## 生平
她生於諾華斯高沙省悉尼，1951年從哈利法斯的戴爾豪斯大學取得文學士學位。她於1954年遷居卑詩省新西敏，1961年與約翰·哈根（John Hagen）結婚，兩人育有兩名兒子。她於素里一間中學任職英文教師，1976年則競逐新西敏校區學務委員並告當選，首度出任民選公職，1986年卸任。她曾供職聯邦新民主黨新西敏—高貴林選區下議員朱威特（Pauline Jewett）的辦公室，亦曾任卑詩新民主黨新西敏選區省議員科克（Dennis Cocke）的選區助理。
隨著科克告別政壇，哈根亦贏取新西敏選區的新民主黨候選人資格，並於1986年省選中當選該區省議員，在該屆省議會中出任在野新民主黨的教育及長者事務評議員。她於1991年省選中連任，而隨著新民主黨贏取該屆省選上台執政，她亦獲新任省長哈葛（Mike Harcourt）任命為副省長、教育廳長、和專責多元文化及人權事務廳長。她於1993年辭去內閣職務，再於1996年省議員任期屆滿時離開政壇。
2005年卑詩省舉行選舉制度改革公投期間，哈根反對從固有領先者當選制改為可轉移單票制，並為反對陣營競選。她於2015年6月因癌症在溫哥華全科醫院去世，享年84歲。